# Tug Co
Tug Co (kinesiska: Tu Cuo, 吐错) är en sjö i Kina. Den ligger i den autonoma regionen Tibet, i den sydvästra delen av landet, omkring 420 kilometer norr om regionhuvudstaden Lhasa. Tug Co ligger 4 950 meter över havet. Den ligger vid sjön Dorsoidong Co. Trakten runt Tug Co består i huvudsak av gräsmarker.